# Pavo de la dehesa
El pavo de la dehesa es una raza de ave de corral autóctona de España, distribuida por el oeste ibérico, en las comunidades de Andalucía, Castilla y León y Extremadura, aunque también puede encontrarse en algunas zonas fronterizas de Portugal. Se trata de una raza antigua que no está incluida en el Catálogo Oficial de Razas de Ganado de España del Ministerio de Agricultura, Pesca y Alimentación, por lo que no tiene reconocimiento oficial.
Desciende de los primeros pavos importados a España desde México en el siglo XVI, por lo que no tiene los cruces con las subespecies de Norteamérica que se dieron entre los siglos XVIII y XIX.
Se trata de un pavo campero, ágil y esbelto. El peso en los machos oscila entre los 8 y 9 kg, mientras que en las hembras se encuentra entre 3,5 a 4,2 kg de peso. Los machos son de color negro con reflejos verdes, azulados o cobrizos, y cola marrón con puntas negras y blancas; las hembras son grisáceas, alternando franjas claras y marrones.
En 2005, sus criadores no llegaban a 100, existiendo entre 800 y 900 aves, y en 2009 se encontraba en grave peligro de extinción, y estaba distribuido por las provincias de Cádiz, Sevilla, Huelva, Córdoba, Badajoz, Cáceres, Toledo, Ciudad Real, Salamanca y Zamora.